# Alain Brossat
Pour les articles homonymes, voir Brossat.
Alain Brossat, né le 20 mai 1946 à Villefranche-sur-Saône, est un enseignant français, professeur de philosophie à l'université Paris-VIII.

## Biographie
Alain Brossat, après des études secondaires au lycée Victor Hugo de Besançon et deux années de classes préparatoires à Besançon et Lyon, soutient sa maîtrise en philosophie en 1968 à l'université Paris X. 
Pendant les années 1970, il appartient à la Ligue communiste révolutionnaire (LCR) dans le cadre de laquelle il participe à la création, en novembre 1972, des comités de défense des appelés (CDA) et publie entre autres un ouvrage sur La Révolution permanente ainsi qu'un ouvrage commun avec Denise Avenas, De l'antitrotskysme : éléments d'histoire et de théorie, paru aux éditions Maspero en 1971 et qui se veut une réponse aux attaques conjointes du Parti communiste français et des maoïstes. 
Il soutient, en 1972, une thèse de doctorat de troisième cycle en philosophie à l'université Paris VIII, consacrée à "La formation de la pensée politique de Trotsky", sous la direction de François Châtelet, puis enseigne la philosophie dans la même université. Son enseignement est essentiellement axé sur la philosophie politique et la philosophie contemporaine. 
Par la suite, il est membre d'un réseau spécialisé dans la recherche sur les ex-pays de l'Est, le Groupe de recherches interdisciplinaire Mémoire grise à l’Est. Il y retrouve notamment Jean-Yves Potel.
À partir des années 1980, Alain Brossat mène de fréquentes activités d’enseignement à l’étranger : université de Constance (RFA), 1980, université de Santiago (Chili), 1998, université Shiao-Tong et autres (Taiwan), 2005 et 2008, université de Tokyo (Taita), 2006.
Alain Brossat est professeur au département de philosophie de Paris-8 Saint-Denis. Son enseignement est dispensé dans tous les cycles, avec un accent particulier porté depuis 2003 sur les séminaires destinés aux étudiants avancés travaillant sur l’œuvre de Michel Foucault et les questions de la biopolitique. Il enseigne en outre durant une partie de l'année à Taïwan.
Membre du comité de rédaction des revues Lignes, Drôle d'époque et Asylon(s), ainsi que du comité de lecture des éditions La Fabrique, il fait aussi partie de l'équipe éditoriale du réseau scientifique TERRA. Il publie fréquemment sur le site https://ici-et-ailleurs.org, et plus occasionnellement dans la revue Lundimatin. 

### Famille
Époux de Sylvia Klingberg, sociologue à l'INSERM, ancienne militante du groupe d’extrême gauche Matzpen et militante communiste à Paris, il est le gendre de l'épidémiologiste et espion israélien Marcus Klingberg (1918-2015), et le père du sénateur communiste Ian Brossat.

## Ouvrages
- Aux origines de la révolution permanente, Maspero, 1974
- Antimilitarisme et révolution : anthologie de l’antimilitarisme révolutionnaire (avec Jean-Yves Potel), Union Générale d’Édition, 2 volumes, 1976
- Les Antilles dans l’impasse ?, Éditions carabéennes, 1981
- Agents de Moscou, Gallimard, 1988
- Tête de loir, et, Kafka en Palestine, Grenoble, éditions Cent Pages, 1988
- Le Yiddishland révolutionnaire, 1983 (avec Syvia Klingberg) ; rééd. Syllepse, 2009  (ISBN 978-2-84950-217-4)
- Le Stalinisme entre histoire et mémoire, Éditions de l’Aube, 1991
- Les Tondues, un carnaval moche, Pluriel Hachette, 1993
- Libération, fête folle, Autrement, 1994
- L’Épreuve du désastre : le XXe siècle et les camps, Albin Michel, 1996
- Fêtes sauvages de la démocratie, Austral, 1996
- Un communisme insupportable : discours, figures, traces, L’Harmattan, 1997
- Le Corps de l’ennemi : hyperviolence et démocratie, La Fabrique, 1998
- La Paix barbare : essais sur la politique contemporaine, L’Harmattan, 2001
- Pour en finir avec la prison, La Fabrique, 2001
- La Démocratie immunitaire, La Dispute, 2003
- Le Serviteur et son maître : essai sur le sentiment plébéien, éditions Léo Scheer, 2003
- La Résistance infinie, Lignes, 2006
- Ce qui fait époque : Philosophie et mise en récit du présent, L'Harmattan, 2007
- Le Sacre de la démocratie. Tableau clinique d'une pandémie, Anabet, 2007
- Bouffon Imperator, Nouvelles Éditions Lignes, 2008
- Le Grand Dégoût culturel, Le Seuil, 2008
- Tous Coupat tous coupables[7], Nouvelles Éditions Lignes, 2009, 116 p.  (ISBN 9782355260391)
- Droit à la vie ?, Le Seuil, 2010
- Autochtone imaginaire, étranger imaginé: Retours sur la xénophobie ambiante, Éditions du souffle[8], 2013
- Le Plébéien enragé. Une contre-histoire de la modernité de Rousseau à Losey, Le Passager clandestin, 2013
- Dictionnaire Foucault,, Demopolis, 2014
- Éloge du pilori. Considérations intempestives sur les arts de punir – Entretien avec Tony Ferri, Paris, L'Harmattan, 2015
- Interroger l'actualité avec Michel Foucault. Téhéran 1978 / Paris 2015 (avec Alain Naze), Eterotopia France, 2017.
- Ordo sexualis. Réflexions sur l’ordre (et le désordre) sexuel (avec Alain Naze), Eteropia France, 2019.
- Des peuples et des films, cinématographie(s)s, philosophie, politique, Rouge Profond, 2020.
- La police de mœurs. Malaise dans la morale sexuelle (avec Alain Naze), Eteropia France, 2021.